# Elektronische Bilanz
Als Elektronische Bilanz oder E-Bilanz  wird in Deutschland die elektronische Übermittlung einer Unternehmensbilanz an das zuständige Finanzamt bezeichnet. Grundsätzlich sind die Inhalte der Bilanz und Gewinn- und Verlustrechnung für Wirtschaftsjahre, die nach dem 31. Dezember 2011 beginnen, durch Datenfernübertragung zu übermitteln. Für das erste Wirtschaftsjahr, das nach dem 31. Dezember 2011 beginnt, wird es von der Finanzverwaltung nicht beanstandet, wenn die Bilanz und die Gewinn- und Verlustrechnung für dieses Jahr noch nicht durch Datenfernübertragung übermittelt werden. Eine Bilanz sowie die Gewinn- und Verlustrechnung können in diesen Fällen in Papierform abgegeben werden. Rechtsgrundlage ist § 5b Einkommensteuergesetz (EStG).

## Rechtsgrundlagen
Wird der Gewinn nach § 4 Abs. 1, § 5 oder § 5a EStG ermittelt, so ist der Inhalt der Bilanz sowie der Gewinn- und Verlustrechnung nach amtlich vorgeschriebenem Datensatz durch Datenfernübertragung zu übermitteln. Enthält die Bilanz Ansätze oder Beträge, die den steuerlichen Vorschriften nicht entsprechen, so sind diese durch Zusätze oder Anmerkungen den steuerlichen Vorschriften anzupassen; und nach amtlich vorgeschriebenem Datensatz durch Datenfernübertragung zu übermitteln. § 150 Abs. 7 der Abgabenordnung gilt entsprechend. Im Fall der Eröffnung des Betriebs ist die Eröffnungsbilanz entsprechend zu übermitteln.

## Ziele
Mit dem Steuerbürokratieabbaugesetz (SteuBAG) will der Gesetzgeber eine Erleichterung bei der Steuererhebung und einen Abbau der Bürokratie erreichen. Durch die elektronische Übermittlung der Steuerbilanz sollen Fehlübertragungen zwischen der Papierform und den gespeicherten Daten vermieden, Prozesse effizienter gestaltet und umfassende Datenauswertungsmöglichkeiten seitens der Finanzverwaltung geschaffen werden.

## Inhalt und Form
Die Jahresabschlussunterlagen sollen standardisiert und elektronisch übermittelt werden. Die Grundlage hierfür findet sich in den  Schreiben des Bundesministeriums der Finanzen (BMF) vom 19. Januar 2010 und vom 3. Februar 2010. Das abschließende BMF-Schreiben betreffend die Anwendung der E-Bilanz stammt vom 28. September 2011.
Ab 2013 sind folgende Unterlagen in elektronischer Form als XBRL-Datensatz nach einer von der Finanzverwaltung aufgestellten Taxonomie an den Fiskus zu übermitteln:
- Steuerbilanz oder Handelsbilanz mit Überleitungsrechnung
- steuerliche Gewinn- und Verlustrechnung
- Ergebnisverwendungsrechnung
- Ab 2015 Kapitalkontenentwicklung bei Personengesellschaften
- Ab 2017 Anlagenspiegel
- Ab 2019 Steuerlicher Betriebsvermögensvergleich (ab Taxonomie 6.2 freiwillig möglich; Pflicht ab 2021 mit Taxonomie 6.4)

## Ausnahmen
Zur Vermeidung unbilliger Härten können Steuerpflichtige, für die z. B. die Schaffung der technischen Möglichkeiten für die Datenfernübertragung mit einem nicht unerheblichen finanziellen Aufwand verbunden wäre, ausnahmsweise ihre Steuererklärung in Papierform an den Fiskus senden. Hierzu hat eine Antragstellung bei der für die Besteuerung des Unternehmens zuständigen Finanzbehörde zu erfolgen. Die Regelungen zur Einreichung in Papierform sind im § 60 EStDV zu finden.
Für bestimmte Steuerpflichtige sowie besondere Steuerbilanzen (z. B. Betriebsstätten, Ergänzungsbilanzen etc.) bestehen zunächst sachliche bzw. zeitliche Ausnahmen.

## Taxonomie
Grundsätzlich sind Steuerpflichtige zur Anwendung der Kerntaxonomie verpflichtet. Sie stellt die branchen- und rechtsformunabhängige Standardtaxonomie dar. 
Die Kerntaxonomie besteht in folgenden Varianten:
- Einzelunternehmen nach dem Gesamtkostenverfahren
- Körperschaften nach dem Gesamtkostenverfahren
- Personengesellschaften nach dem Gesamtkostenverfahren
- GuV nach dem Umsatzkostenverfahren
- Sonstige freiwillige Berichtsbestandteile

Daneben bestehen Branchentaxonomien. Solche branchenspezifischen Taxonomien gibt es in Form von Spezialtaxonomien, welche die Kerntaxonomie für bestimmte Branchen ersetzen, sowie in Form von Ergänzungstaxonomien, die für bestimmte Branchen zusätzlich zur Kerntaxonomie anzuwenden sind.
Spezialtaxonomien bestehen für folgende Branchen:
- Kredit- und Finanzdienstleistungsinstitute (RechKredV)
- Versicherungsunternehmen (RechVersV)
- Pensionsfonds (RechPensV)
- Zahlungsinstitute (RechZahlV)

Ergänzungstaxonomien bestehen für folgende Branchen:
- Krankenhäuser (KHBV)
- Pflegeeinrichtungen (PBV)
- Verkehrsunternehmen (JAbschlusVuV)
- Kommunale Eigenbetriebe (EBV)
- Land- und Forstwirtschaft (BMEL-Musterabschluss)

Die Steuertaxonomie besteht jeweils aus einem GCD-Modul (Global Common Data-Modul), welches eine Abfrage der Stammdaten des Unternehmens beinhaltet, sowie einem GAAP-Modul (Generally Accepted Accounting Principles-Modul), das die Abfragen des steuerlichen Jahresabschlusses beinhaltet.
Die veröffentlichte Taxonomie beinhaltet folgende Posten:
- Posten, die in der Handelsbilanz unzulässig sind
- Posten, die in der Steuerbilanz unzulässig sind
- Mussfelder
- Summenmussfelder
- Auffangpositionen
- Rechnerisch notwendige Positionen
- Freiwillige Angaben

Der jeweils letzte Stand der Taxonomien kann auf dem Portal STEUERELEKTRONISCH des Rechenzentrums der Finanzverwaltung des Landes Nordrhein-Westfalen eingesehen werden.